# I ribelli di Carnaby Street
I ribelli di Carnaby Street (The Jokers) è un film del 1967 diretto da Michael Winner, con Michael Crawford e Oliver Reed.
La pellicola è stata candidata al Golden Globe per il miglior film straniero in lingua inglese nel 1968.

## Trama
I fratelli Michael e David Tremayne, appartenenti alla ricca borghesia, progettano un piano ingegnoso per rubare i Gioielli della Corona inglese: ci riusciranno ma David finisce in prigione. Michael lo raggiunge poco dopo e insieme escogiteranno un piano per evadere.

## Critica
Tipica commedia brillante ambientata negli anni della Swinging London ed evidente satira su Scotland Yard è stata definita una "divertente commedia a suspense"  (Morandini, 2003) e "un'altra delle eccentriche commedie brillanti inglesi, sulla scia di Un colpo da otto, Operazione fifa e L'incredibile avventura di Mr. Holland (New York Times, 1967).